# État libre de Waldeck-Pyrmont
1918–1929
Entités précédentes :
- Principauté de Waldeck-Pyrmont

Entités suivantes :
- Province de Hanovre
- Province de Hesse-Nassau

L'État libre de Waldeck-Pyrmont (Freistaat Waldeck-Pyrmont) est l'un des Länder constitutifs de la République de Weimar, succédant à la Principauté de Waldeck-Pyrmont lors de la chute de l'Empire allemand et à l'abdication de son dernier prince Friedrich de Waldeck et Pyrmont.
Sa capitale est Bad Arolsen.
Cependant, le 30 novembre 1921, à la suite d'un plébiscite local, la ville et le district de Pyrmont seront détachés et intégrés à la province de Hanovre. Le reste de l'État sera incorporé au sein de l'État libre de Prusse en 1929, à la suite d'un autre référendum, et devint une partie de la province de Hesse-Nassau. 

Ce territoire fait aujourd'hui partie de l'Arrondissement de Waldeck-Frankenberg en Hesse.

## Directeurs d'État (1918-1929)
- 1918-1920 :  Karl Hermann Friedrich Wilhelm von Redern
- 1920-1929 :  Wilhelm Schmieding (DVP)
- 1929-1929 :  Herbert Herberg

## Subdivisions
L'État libre était divisé en trois cercles ou arrondissements :
- Le cercle de l'Eder (Kreis der Eder) (chef-lieu : Wildungen) ;
- Le cercle de l'Eisenberg (Kreis des Eisenbergs) (chef-lieu : Corbach, auj. Korbach) ;
- Le cercle de Twiste (Kreis der Twiste) (chef-lieu : Mengeringhausen, auj. quartier de Bad Arlosen).